# Циклотронний резонанс
Циклотро́нний резона́нс (ЦР) — явище поглинання або відбиття електромагнітних хвиль провідниками, поміщеними в постійне магнітне поле, на частотах, рівних або кратних циклотронній частоті носіїв заряду.

## Історія
Передбачив явище Я. Г. Дорфман і незалежно від нього англійський фізик Г. Дінгл. Перше спостереження циклотронного резонансу виконали 1953 року А. Кіп, Дж. Дрессельгауз і Ч. Кіттель на кристалах германію. У 1956—1958 роках радянські фізики М. Я. Азбель і Е. А. Канер теоретично передбачили циклотронний резонанс у металах і розробили його теорію, тому саме явище отримало назву циклотронного резонансу (ефекту) Азбеля — Канера.

## Опис явища
У постійному магнітному полі носії заряду рухаються по спіралях, осі яких спрямовані вздовж силових ліній магнітного поля. У площині, перпендикулярній до напруженості магнітного поля Е, рух періодичний із частотою {\displaystyle \omega _{c}}. Цю частоту визначають як {\displaystyle \omega _{c}={\frac {qH}{m_{c}c}}} (у системі СГС).
З цією ж частотою повертається і вектор швидкості. Якщо при цьому частинка перебуває в однорідному електричному полі з частотою {\displaystyle \omega }, то енергія, яку вона поглинає, так само виявляється періодичною за часом з частотою {\displaystyle \omega -\omega _{c}}. Середня енергія, що поглинається за великий час, різко зростає при {\displaystyle \omega \approx \omega _{c}}.

## Умови спостереження
Циклотронний резонанс може спостерігатися, якщо носії заряду, перш ніж розсіятися, роблять багато обертів. Ця умова має вигляд {\displaystyle {\omega _{c}}\tau \gg 1}, де {\displaystyle \tau } — середній час між зіткненнями. В твердому тілі основну роль відіграють розсіювання на дефектах решітки і розсіювання на фононах. Останній процес накладає обмеження на спостереження ЦР низькими температурами T < 10 К для «нормальних» значень частот і магнітного поля (циклотронний резонанс за кімнатної температури можна спостерігати в надсильних магнітних полях).

## Математичний опис
Під час спостереження ЦР радіус циклотронної орбіти виявляється значно меншим від довжини хвилі випромінювання, що дозволяє ввести локальний зв'язок між густиною наведеного струму і напруженістю електричного поля, і скористатися дипольним наближенням. В цьому випадку поглинена в одиниці об'єму потужність описує такий вираз:
{\displaystyle P={\frac {1}{2}}Re(j_{i}E_{i}^{*})={\frac {1}{2}}(\sigma _{ij}E_{j}E_{i}^{*})}.
Форма лінії поглинання дається дійсною частиною {\displaystyle \sigma }. Класична теорія циклотронного резонансу для ізотропної ефективної маси дає такий вираз для {\displaystyle Re\sigma }:
{\displaystyle Re\sigma _{\pm }=\sigma _{0}{\frac {1/\tau }{(\omega \pm \omega _{c})^{2}+1/\tau ^{2}}}},
{\displaystyle \sigma _{0}={\frac {Nq^{2}\tau }{m_{c}}}}, де {\displaystyle N} — концен зарядутрація частинок, {\displaystyle q} — заряд, {\displaystyle m_{c}} — ефективна циклотронна маса, {\displaystyle \tau } — середній час між зіткненнями.
Видно, що лінія ЦР являє собою лінію Лоренца, добротність якої визначається {\displaystyle \omega _{c}\tau }.

## Застосування циклотронного резонансу
Дослідження циклотронного резонансу є ефективним методом визначення властивостей різних матеріалів. Насамперед, ЦР використовується для визначення ефективних мас носіїв.
За півшириною лінії ЦР можна визначити характерні часи розсіювання, і, тим самим, встановити рухливість носіїв.
За площею лінії можна встановити концентрацію носіїв заряду в зразку.
Також ЦР використовується для нанесення тонких плівок напівпровідникових матеріалів. Застосування ЦР дозволяє наносити плівки за нижчого залишкового тиску (10-7 торр). Застосування ЦР дозволяє використовувати ефект «холодної плазми»[джерело?].